# Idilli del re
Gli Idilli del re (Idylls of the King) sono un ciclo di dodici poemi narrativi a blank verse scritti da Alfred Tennyson; pubblicati fra il 1859 e il 1885, narrano varie leggende legate a re Artù e ai suoi cavalieri. Alcune storie sono basate su racconti precedentemente narrati da Thomas Malory nella Morte di Artù.

## Poemi

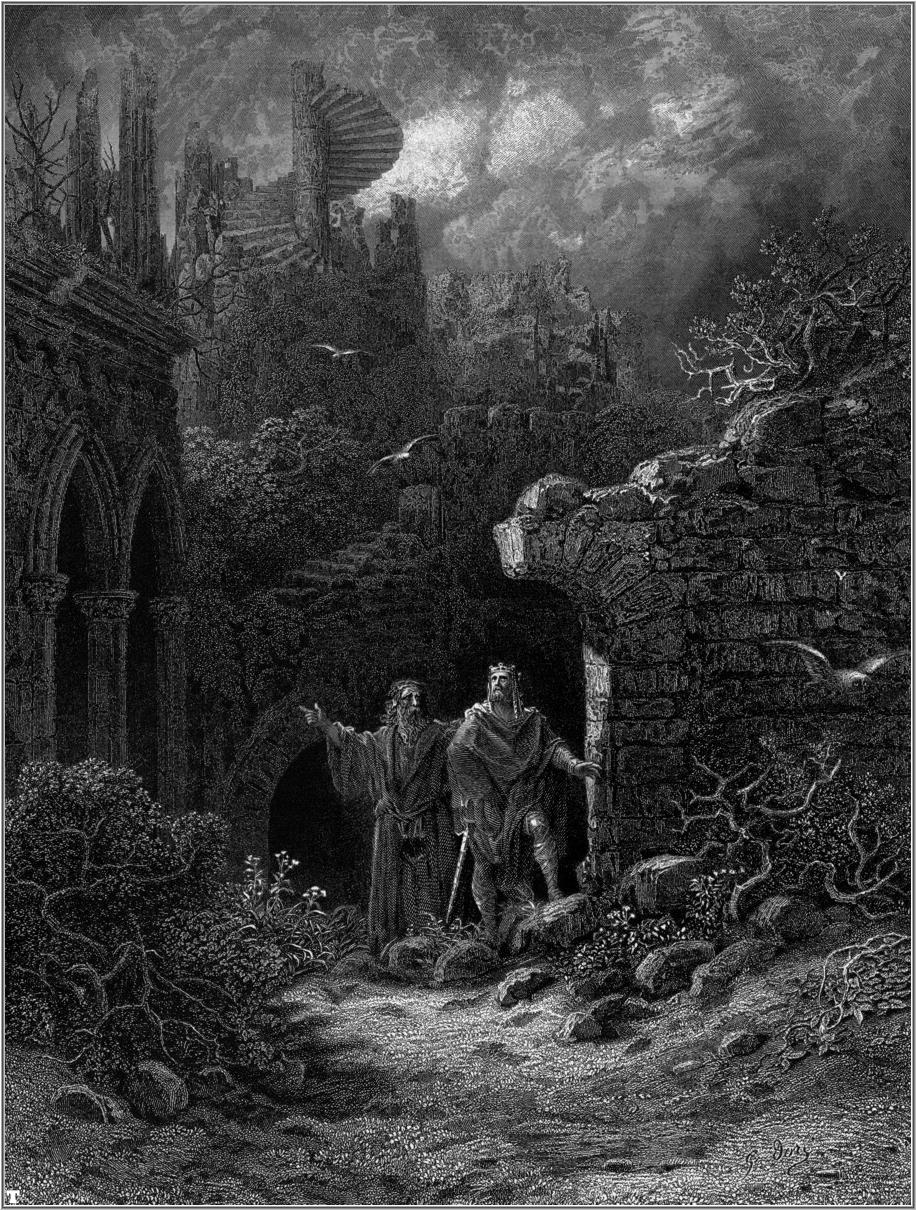
Yniol mostra a Geraint il suo castello in rovina, in un'illustrazione di Gustave Doré

- The Coming of Arthur: Artù va in soccorso di Leodegrance, il cui regno è assediato da bestie e barbari, e poi chiede in sposa sua figlia, Ginevra. Leodegrance è grato ad Artù, ma ha dubbi sulla sua discendenza, e quindi chiede informazioni al proprio ciambellano, agli emissari di Artù e alla sua sorellastra, Bellicent (cioè Morgause), ognuno dei quali gli dà una versione differente; alla fine si convince dopo aver sognato Artù incoronato in cielo. Dopo il matrimonio con Ginevra, Artù rifiuta di pagare i tributi ai dominatori romani, pronunciando la frase The old order changeth, yielding place to new ("Il vecchio ordine è cambiato, cedendo spazio al nuovo"), ricorrente nell'opera
- Gareth and Lynette: Gareth, figlio di Bellicent e di Lot, viene investito cavaliere da Artù; la sua prima missione consiste nel salvare Lyonors, sorella di Lynette, la quale però aveva voleva l'aiuto di Lancillotto. Durante il loro viaggio lei, infuriata, lo maltratta più volte, ma Gareth rimane sempre gentile, e giunto al castello dove è prigioniera Lyonors, la libera sconfiggendo i cavalieri che l'avevano rapita. Alla fine Gareth si sposa con Lynette (a differenza del poema di Malory, dove invece sposa Lyonors).
- Enid: inizialmente un solo poema, venne diviso in due parti, The Marriage of Geraint e Geraint and Enid
  - The Marriage of Geraint: Geraint e sua moglie Enid si amano profondamente, ma ad un certo punto Geraint si convince che sua moglie lo tradisce. Furioso, Geraint decide di partire per una missione per dimostrare quanto vale, accompagnato dalla stessa Enid.
  - Geraint and Enid: Marito e moglie partono quella stessa mattina; durante tutto il viaggio, Geraint è oltremodo scontroso e sospettoso, ma sconfigge tutti gli ostacoli che si presentano loro dinnanzi. Alla fine incontrano Artù in marcia con il suo esercito, e nella tenda che il re fa loro assegnare finalmente si riconciliano.
- Balin and Balan: i due fratelli Balin, detto "il Selvaggio", e Balan, tornano da Artù dopo tre anni di esilio. Balan va in missione per cacciare un demone, e avvisa Balin di contenere la sua rabbia, che era stata la causa del loro esilio; Balin riesce nell'intento pensando alla figura della regina Ginevra, fino a che non sente delle voci sulla relazione fra lei e Lancillotto. Disperato, fugge in un bosco, dove la Dama del Lago, mentendogli, conferma i suoi sospetti. Balin scoppia in pianti e urla, e suo fratello, anch'egli in quel bosco, si convince di aver trovato il demone e lo assale; i due lottano e solo troppo tardi si riconoscono. A quel punto Balan, morente, conforta Balin assicurandogli la bontà e la purezza di Ginevra.
- Merlin and Vivien: Viviana, la Dama del Lago, riesce ad entrare nel seguito della regina e a spargere a corte voci su una sua relazione con Lancillotto. Riesce inoltre a sedurre Merlino, imprigionandolo per sempre in un tronco di quercia cavo.
- Lancelot and Elaine: Ogni anno Artù indice un torneo, il cui premio è un diamante di una serie di nove; Lancillotto, che ha vinto i primi otto, vuole vincere anche il nono per regalare i diamanti a Ginevra, che egli ama. Dato che Ginevra non è presente al torneo, però, anche Lancillotto si ritira. Lei lo rimprovera perché, così facendo, dà terreno fertile alle voci sulla loro relazione, ma nello stesso tempo rimarca di non poter amare Artù, che è troppo perfetto. Lancillotto allora decide di partecipare al torneo sotto mentite spoglie, facendosi passare per un nobile minore, e portando con sé un simbolo datogli da Elaine, figlia di quel nobile. Elaine si innamora di Lancillotto, ma lui la respinge, e lei si lascia morire. Lancillotto nel frattempo porta i diamanti alla regina che, gelosa di Elaine, li lancia nel fiume proprio mentre passa la barca con la salma della ragazza. Ginevra chiede poi perdono a Lancillotto, ma questi medita che Elaine l'avrebbe amato più di Ginevra, e desidera di non essere mai nato.
- The Holy Grail: narra la ricerca del Sacro Graal da parte di Galahad, Percival e Lancillotto.
- Pelleas and Ettare: Pelleas s'innamora di Ettare, che lo crede uno sciocco ma lo tratta bene perché vuole farsi proclamare regina di bellezza ad un torneo. Una volta ottenuto il titolo, Ettare non degna più Pelleas di uno sguardo, e lui, pur di poterla vedere, accetta di farsi maltrattare dai suoi cavalieri. Gawain, scoperta la cosa, offre a Pelleas di corteggiare Ettare per lui, e giunto al suo castello dichiara di aver ucciso Pelleas. Dopo tre notti, il ragazzo entra nel castello per cercare Gawain, e lo trova tra le braccia di Ettare: lascia quindi la sua spada piantata fra le loro due gole, per dimostrare che avrebbe potuto ucciderli. Al risveglio, Ettare maledice Gawain e si strugge d'amore per Pelleas, che però, disilluso, ha lasciato Camelot, diventando il Cavaliere Rosso.
- The Last Tournament: Re Artù parte per il nord per fronteggiare il Cavaliere Rosso, e lascia Lancillotto a dirigere il torneo, che però risulta una farsa volgare. Tristano, che vince il premio, una collana di rubini, rompe le regole dichiarando che la regina di bellezza non è presente fra il pubblico. Nel nord, intanto, i cavalieri furiosi disubbidiscono ad Artù e massacrano il Cavaliere Rosso e tutta la sua gente. Tristano offre la collana ad Isotta e suo marito, re Marco, furioso, lo uccide.
- Guinevere: Ginevra e Lancillotto si separano definitivamente, e lei si reca anonimamente in un convento. Lì viene a sapere, addolorata, della guerra fra Artù e Lancillotto e dell'usurpazione di Mordred. Artù la raggiunge e, dopo averla rimproverata, la perdona e se ne va. Ginevra termina i suoi giorni come badessa del convento.
- The Passing of Arthur: Nell'ultima battaglia contro Mordred, Artù uccide il suo avversario ma viene mortalmente ferito; l'ultimo cavaliere della tavola rotonda superstite, sir Bedivere, porta il re ad Avalon, dove Artù aveva trovato anni prima Excalibur. Artù ordina a Bedivere di gettare la spada nel lago per adempiere ad una profezia, e dopo aver titubato, il cavaliere obbedisce, e la Dama del Lago si riprende la spada. Dopodiché, Artù muore.